# Eubuleo

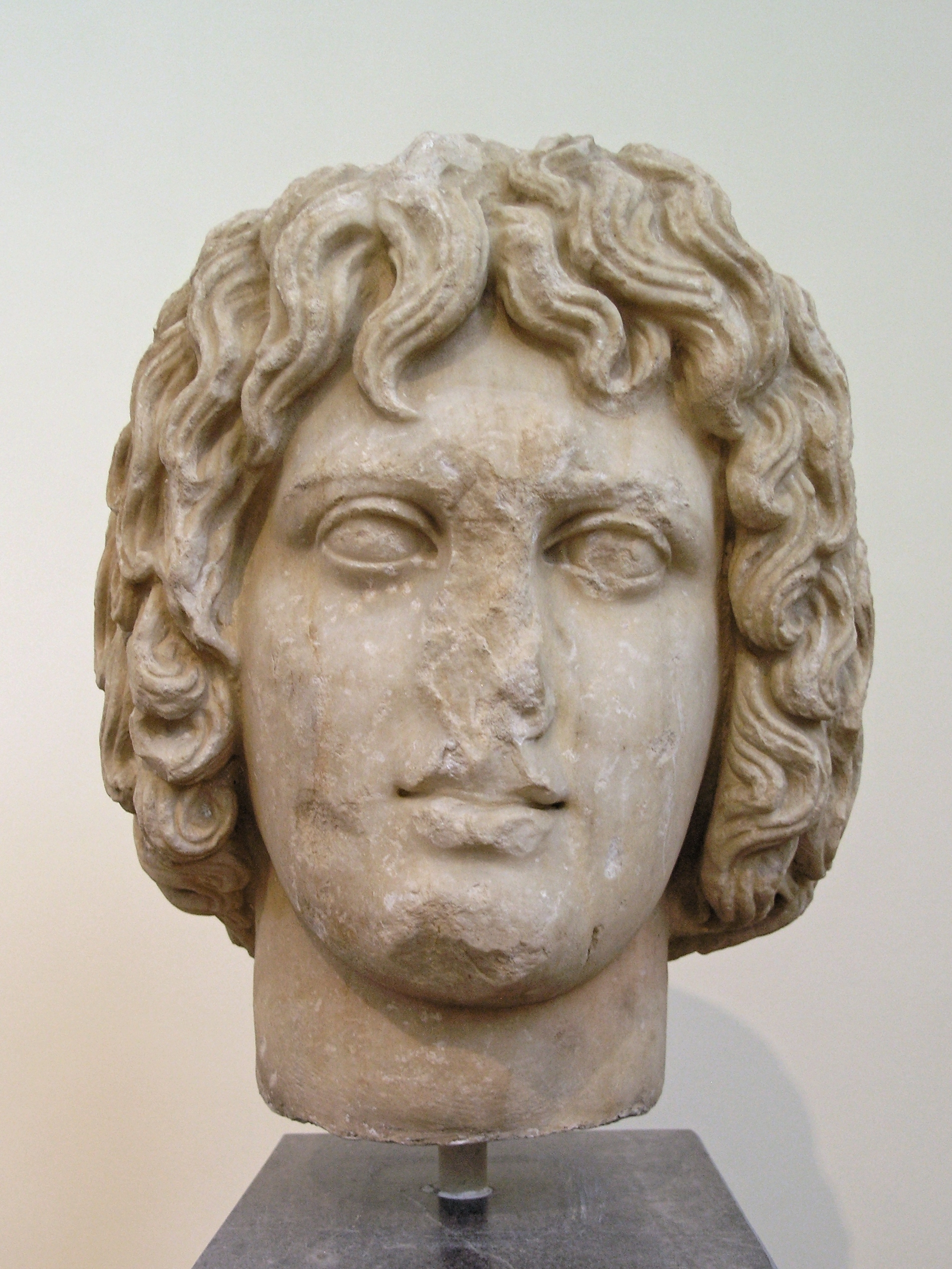
Questa testa di marmo, a volte ritenuta essere opera di Prassitele, probabilmente raffigura Eubuleo.

Nell'antica religione greca e nella mitologia greca, Eubuleo (in greco antico: Εὐβουλεύς?, Eubouléus, "buon consigliere" o "saggio nel consiglio") è un dio conosciuto principalmente da inscrizioni devozionali di religioni misteriche. Il nome appare molte volte nel corpus delle cosiddette lamine orfiche, scritto variamente, con forme come Εὔβουλος, Εὐβούλεος e Εὔβολος. Potrebbe essere l'epiteto di un dio fondamentale nell'Orfismo, come Dionisio o Zagreo, o di Zeus in un'inusuale associazione con i misteri eleusini. Gli studiosi della fine del XX secolo e degli inizi del XXI avevano iniziato a considerare Eubuleo indipendentemente come "un dio maggiore" delle religioni misteriche, basandosi sulla sua preminenza nelle iscrizioni. La sua raffigurazione nell'arte come un portatore di fiaccola suggerisce che il suo ruolo fosse di guidare le anime fuori dall'Ade.

## Genealogia e identità
I testi letterari forniscono solo scarse testimonianze riguardo a Eubuleo. Egli non è menzionato nell’Inno Omerico a Demetra. Differenze tra genealogie e identificazioni incrociate con altri dei portano a domandarsi se tutte le fonti che usano una forma del nome si riferiscano al dio. Diodoro Siculo dice che era figlio di Demetra e padre di Carme, e perciò nonno di Britomarti. Una delle tavole orfiche lo identifica come figlio di Zeus, così come fa anche uno degli Inni orfici. Esichio di Alessandria lo identifica con Plutone, che è anche acclamato come Euboulos nell’Inno Orfico a Plutone, ma altri contesti distinguono tra i due.

## Nell'arte

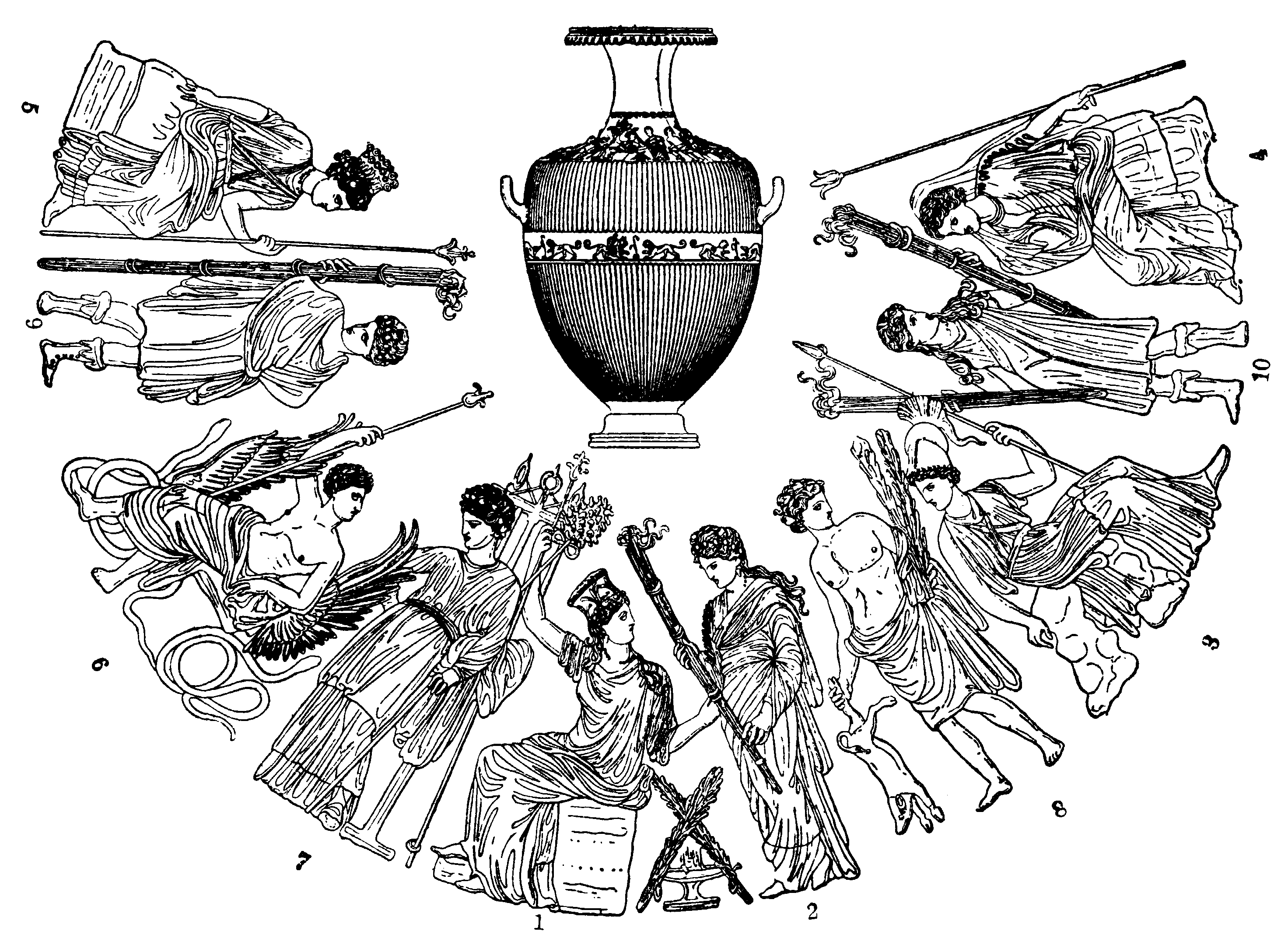
In questo disegno delle figure dipinte sul collo della "Regina di Vasi" (al centro dell'immagine), il guardiano di porci a torso nudo (numero 8) è presumibilmente Eubuleo.

Nelle raffigurazioni Eubuleo assomiglia a Iacco. Infatti entrambi sono spesso rappresentati con un'espressione "sognante" o "mistica" e con lunghi capelli acconciati in maniera particolare, ed entrambi sono raffigurati come portatori di fiaccole. Eubuleo è qualche volta identificato come una delle figure sulla cosiddetta Regina Vasorum ("Regina dei Vasi"), un'hydria della metà del IV secolo a.C. proveniente da Cuma, che raffigura varie figure dai miti eleusini.
Una testa di una scultura perlopiù attribuita all'artista ateniese Prassitele è stata a volte identificata con Eubuleo. Scoperta dagli archeologi nel 1883 nel Ploutonion di Eleusi, potrebbe rappresentare Trittolemo. In alternativa, la testa potrebbe essere un ritratto idealizzato di Alessandro Magno, o forse di Demetrio I Poliorcete, in quanto combacia bene con la descrizione fattane da Plutarco. L'identificazione con Eubuleo si basa sul confronto con altre teste di sculture che hanno il nome iscritto, e sulla presenza del nome su una base trovata separatamente, ma anche all'interno del Ploutonion di Eleusi.

## Mito

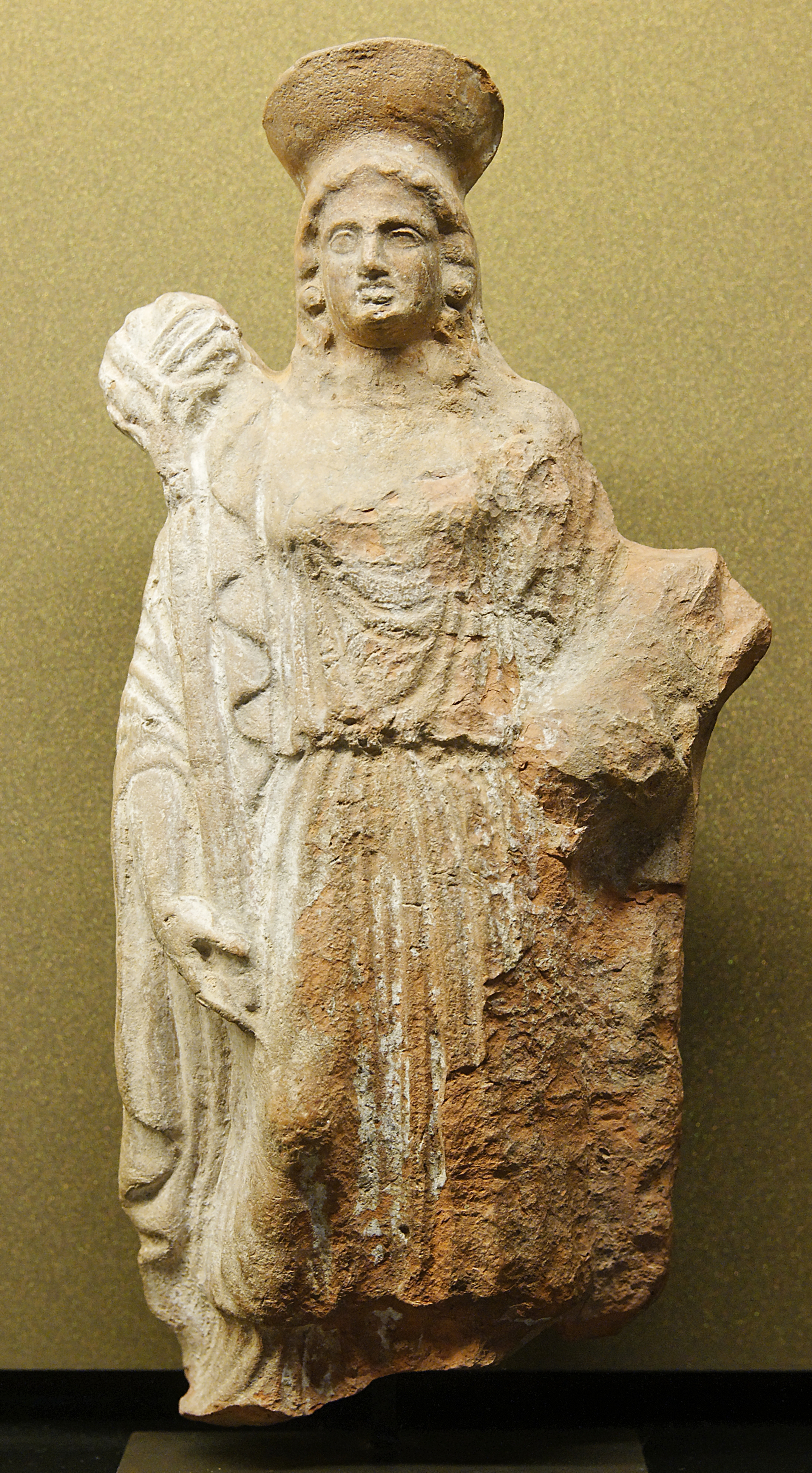
Una statuina di terracotta da Eleusi, raffigurante un attendente donna che tiene un maialino e una torcia

Gli scolii a Luciano affermano che Eubuleo era un guardiano dei porci che dava da mangiare ai suoi maiali vicino all'entrata dell'Ade quando Persefone fu rapita da Ade. I suoi maiali era stati inghiottiti dalla terra insieme a lei. Lo scoliaste presenta questo elemento narrativo come un aition per il rituale celebrato durante le Tesmoforie in cui dei maialini venivano gettati dentro un pozzo sacrificale (megaron) dedicato a Demetra e Persefone. Le donne che partecipavano al rituale, chiamate "attingitrici" (ἀντλήτριαι, antlêtriai), poi si calavano dentro il pozzo e recuperavano i resti putrefatti, che venivano posti sugli altari, mescolati con dei semi, e infine piantati. Pozzi ricchi di materia organica ad Eleusi sono stati usati come prova per il fatto che le Tesmoforie fossero celebrate lì, come in anche in altri demi dell'Attica.
In linea con il suo approccio ritualistico al mito e con altre sue opinioni nel Il ramo d'oro, James Frazer pensò che i maiali, invece di accompagnare semplicemente Persefone nella sua discesa nell'Ade, fossero un elemento originale della storia e rappresentasero lo "spirito del grano" che sara più tardi antropomorfizzato nella figura della giovane dea.

## Ruolo nel culto
Il "Decreto dei primi frutti" (V secolo a.C.) richiede sacrifici per Demetra, Kore ("La fanciulla", solitamente identificata come Persefone) e Trittolemo, Theos (Dio), Thea (Dea) ed Eubolos. Un'iscrizione recante un bassorilievo di Lakrateides identifica la persona officiante la cerimonia come un sacerdote del dio e della dea — ovvero del Re e della Regina dell'oltretomba, in riferimento al culto misterico — e di Eubuleo. Nelle tavole orfiche, Eubuleo è invocato quattro volte insieme a Eucle ("Buona Fama"), in seguito a una dichiarazione nella prima riga alla Regina dell'oltretomba, Persefone. È invocato anche nel Papiro di Gurob di metà III secolo a.C.
Poiché Eubuleo sembra essere un essere umano nella storia accennata dagli scolii a Luciano, egli è stato qualche volta considerato a eroe che veniva venerato con un culto, come sono Trittolemo e pure Iacco.